# ボイリー

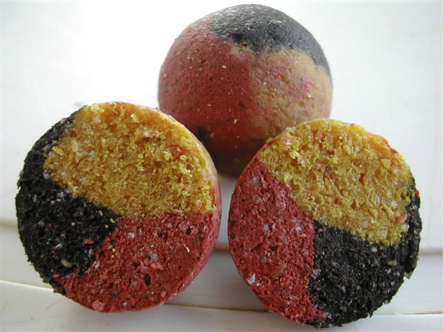
ボイリー

ボイリー（Boilie）は、魚粉、乳タンパク質、鳥の餌、穀粉、大豆粉等からなる練り餌をつなぎとなる卵と混ぜ、これを球状に茹でて作った野鯉釣り（カープ・フィッシング）用の釣り餌である。水中に投入されるまで形状を保つものであり、香りや集魚効果のある物質が混合されることが一般的である。球状に整形されていることにより、ポイントに正確に投ずることができる。

## 用法
フレッド・ウィルトンにより1970年代に考案されたものが、最初期のボイリーである。釣り餌として少々大きめで硬い外皮は、テンチやブリームといった外道の興味をあまり引かないものであった。茹でて固められた餌は、パンのような従来の釣り餌と比べると水中で釣り針から脱落せず長持ちするものであった。
典型的なボイリーが大手の釣具事業者によって供給される他、自家製のボイリーを作成して使用する者も多い。
今日では、野鯉釣りに用いられる一般的な釣り餌の一種として確立され、様々な色・香りを有するものが入手可能である。大きさも8mm程度のものから「主」を狙うような40mmもあるものまで幅広く存在する。
ボイリーは通常、ヘアリグという釣り餌を直接通さず、釣り針の後方にぶら下げるタイプのものと組み合わせて仕掛けを作る。これは、水中を自然に漂わせるだけではなく、釣り針の掛かりを良くする効果を狙ったものである。鯉は吸引摂餌を行うために餌を吸い込みすぐに水を吐く動作を行うが、釣り針が餌と独立して動くためこの時に下あごの内側に掛かる機会が得られる。
「ポップアップ」として知られる水中浮きタイプのボイリーは、浮力調整を行うことで水中で中性浮力を得て、仕掛けを着底させず魚に見つけやすくする効果がある。通常のボイリーより小さなポップアップは、湖底が水草や泥に覆われている場合、通常のボイリーと組み合わせてスノーマンリグを作る場合等の多様なシチュエーションに対応できる。
鯉を狙う釣り人はボイリーを様々な種類から選択するが、その中には防腐剤を加えて店頭の室温で長期間販売できるものがある。防腐剤が含まれていないものは、冷凍釣り餌の一種として冷蔵もしくは冷凍庫で陳列される。冷凍エサと常温エサについては賛否両論あるが、一般的に防腐剤の使用は栄養面で鯉にとっては何ら有益なものではなく、誘引力を低下させると釣り人の間では考えられている。冷凍ボイリーを新鮮に保つには作成後速やかに冷凍する必要があるが、冷凍ボイリーは単に常温保存のものよりも高品質の材料が使用されているにとどまらず、使用するまでの間の劣化を防ぐことにもつながる。このため、冷凍ボイリーは、常温のものよりも高価につく傾向が存在する。

## 画像

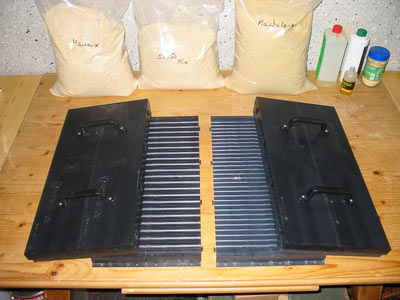
ボイリーを作成するための器具
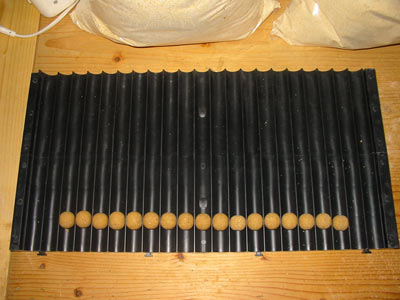
丸められたボイリーの元
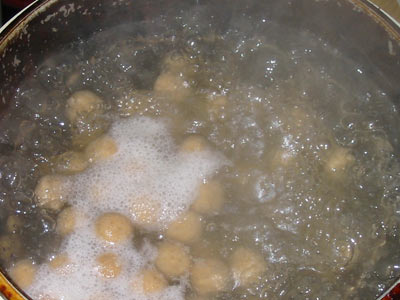
ボイリーを茹でる
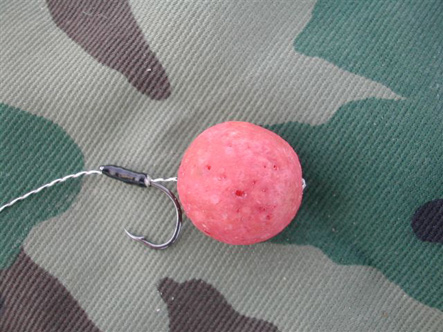
ヘアリグに取り付けられたボイリー

## 注
1. ↑  スノーマンリグは、2種のボイリーを組み合わせて作る雪だるま状の仕掛け[6]。